# Leiodytes bicolor
Leiodytes bicolor är en skalbaggsart som först beskrevs av Olof Biström 1988.  Leiodytes bicolor ingår i släktet Leiodytes och familjen dykare. Inga underarter finns listade i Catalogue of Life.